# Promachus rufibarbis
Promachus rufibarbis là một loài ruồi trong họ Asilidae. Promachus rufibarbis được Macquart miêu tả năm 1848. Loài này phân bố ở miền Ấn Độ - Mã Lai.